# Amka
Pour l’article homonyme, voir Amka (intendant royal).
Amka (hébreu עַמְקָה, arabe en arabe : عمقا) est un moshav du conseil régional de Matte Asher situé dans le district nord d’Israël, près d’Acre. L'emplacement du moshav correspond à peu près à celui du village palestinien du même nom, évacué pendant la guerre israélo-arabe de 1948. Il a été repeuplé par des Juifs yéménites  arrivés sur place en 1949. En 2017 le village comptait 748 habitants.

## Étymologie
Palmer pense que le toponyme Amka provient du terme arabe “profond” tandis que Ringgren a suggéré que le nom provient de Beth Ha-Emek, une localité mentionnée dans « Joshua 19:27 ».

## Histoire

### Antiquité
À l'époque romaine, un village situé au même emplacement s'appelait Kefar Amqa .  À l'époque byzantine, il était probablement identifié sous le nom d'Amico. [réf. nécessaire]

### Moyen Âge
Pendant la période des Croisade, il s'est appelé Amca . En 1179, Josselin III a acquis les terres du village  et en 1220, Beatrix de Courtenay, fille de Josselin III, et son mari, le comte d'Henneberg (de), Otto von Botenlauben, ont vendu leurs terres, y compris «Amca», aux chevaliers teutoniques. 
En 1283, la localité est mentionnée comme faisant partie du domaine des croisés lors de la trève entre les croisés basés à Acre et le sultan mamluk Al-Mansûr Sayf ad-Dîn Qala'ûn al-Alfi.

### Période ottomane
Incorporé à l'Empire ottoman en 1517, Amqa figure dans les registres d'imposition de 1596 en tant que nahiya (sous-district) du sandjak d'Acre, dans le gouvernorat de Safed. La localité compte d'après le recensement 215 habitants tous musulmans. Les villageois ont payé des taxes sur un certain nombre de produits agricoles, tels le blé, l'orge, des olives, du coton et des fruits, ainsi que sur d'autres produits, tels des chèvres et des ruches,.
Au début du XVIIIe siècle, le village est dirigé par Shaykh Najm. Il existe alors un accord pour vendre le coton du village, et d'autres villages, sous son contrôle au négociant néerlandais Paul Maashook. En retour, Maashook paie le miri (taxe prévue pour financer la caravane annuelle du Hajj ), qui est normalement due par les cheiks du village. Mustafa al-Bakri al-Siddiqi, un enseignant soufi et voyageur syrien (1688-1748/9), qui a parcouru la région au cours de la première moitié du XVIIIe siècle, a déclaré avoir prié dans le village après avoir visité la citadelle d'Atlit. En 1776, le village sert de base à Ahmad Pacha al-Jazzar  qui réprime une révolte dirigée par Ali al-Zahir, l'un des fils de cheikh Zahir al-Umar, qui a dirigé la Galilée de 1730 à 1775 

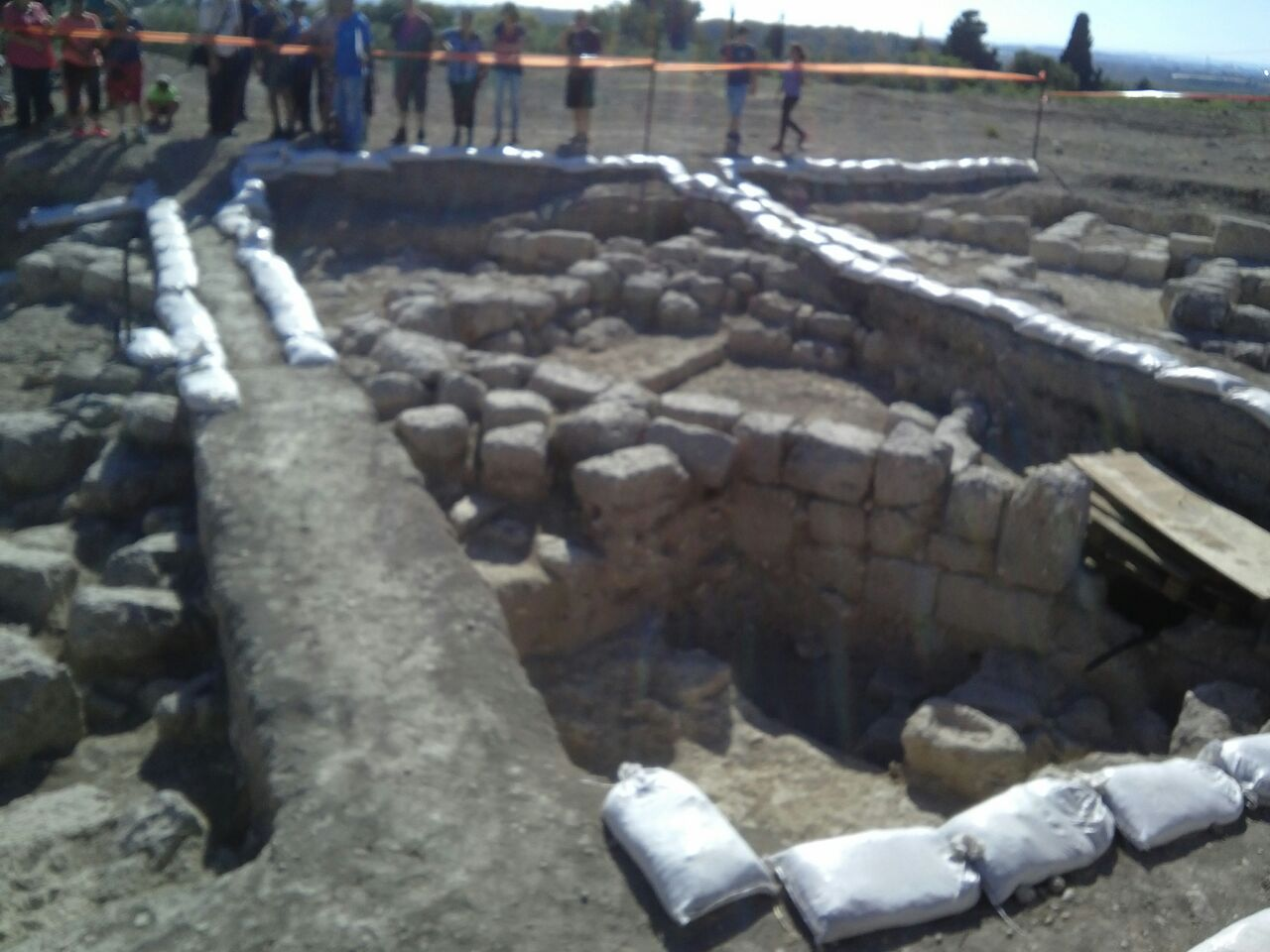
Fouilles à Amka

Une carte de Pierre Jacotin datant de la Campagne d'Égypte (1799) indique la localité nommée de manière erronée El Mead À la fin du XIXe siècle, le village est décrit comme étant construit en pierre, situé sur une petite élévation dans une vallée, entouré d'oliviers, de figuiers et de terres arables. On estime que 300  druzes y vivent. Plus tard, les habitants sont décrits comme des musulmans entretenant la mosquée du village. En 1887, les autorités ottomanes construisent une école à Amqa.
Une liste datée de 1887 environ indique que 740 habitants, tous musulmans habitent Amka.
D'après le recensement de Palestine de 1922 effectué par les autorités britanniques, Amqa compte 724 habitants, dont 722 musulmans et deux chrétiens. La population a augmenté lors du recensement de 1931 pour atteindre 895 personnes, tous musulmans, vivant dans un total de 212 maisons.
En 1945, la population d'Amqa est de 1 240 musulmans. D'après le cadastre, le village compte 6000 dounams de terres, soit 1 648 acres. Sur ce total, 1 648 dunams sont aloués aux vergers et terres irrigables; 3 348 sont plantés de céréales tandis que 36 dunams sont des terrains bâtis.
Le village est pris par la 7e brigade blindée israélienne le 16 juillet 1948 au cours de l'opération Dekel. Il est en grande partie détruit, à l'exception de l'école et de la mosquée, et la plupart des villageois sont expulsés, à l'exception de ses anciens habitants druzes, qui vivent toujours à proximité. Certains habitants restent en Israël en tant que « présents-absents ». Le 1er mars 1949, un observateur des Nations unies mentionne des villageois d'Amqa parmi un important groupe de personnes expulsées par l'armée israélienne arrivées à Salim en Cisjordanie. Il note aussi la présence d'autres villageois d'Amqa dans un groupe expulsé le 26 mars. En février 1950, le village déclaré zone fermée. La population arabe locale restera sous la loi martiale jusqu'en 1966.
Un groupe d'immigrants juifs yéménites s'établit à Amka en 1949. [réf. nécessaire]. La plupart des bâtiments arabes d'Amqa ont été détruits par les Forces de défense israéliennes à la fin des années 1950 sur ordre du gouvernement israélien,,. La mosquée et une école datant de la période ottomane maintenant utilisée comme entrepôt sont les seuls bâtiments subsistants du village arabe,

## Sites archéologiques
Trois khirbas (ruines archéologiques) se trouvent à proximité d'Amka et contiennent les fondations de bâtiments, des blocs de construction bien ciselés, des presses et une citerne. Au cours de fouilles archéologiques effectuées dans la région, les vestiges d'une église byzantine ont été découverts,,. La mosquée Amka a été inspectée par Petersen en 1991. La date de la construction de la mosquée n'est pas connue, mais elle présente une similitude générale avec la mosquée voisine d'al-Ghabisiyya et elle a probablement été bâtie au début du XIXe siècle.